# Battaglia di Stadtlohn
La battaglia di Stadtlohn ebbe luogo il 6 agosto 1623 nella Germania nord-occidentale, durante la fase boema della guerra dei trent'anni. Vide coinvolti l'esercito protestante di Cristiano di Brunswick e quello della Lega Cattolica al comando del conte di Tilly; i cattolici riportarono una decisiva vittoria, che mise di fatto termine alle operazioni della prima fase del conflitto.

## Eventi che condussero alla battaglia
Dopo la battaglia di Fleurus del 1622, che aveva visto l'esercito protestante subire gravi perdite, ma che aveva comunque costretto gli spagnoli a levare l'assedio di Bergen op Zoom, il comandante delle forze protestanti, Cristiano di Brunswick, era al comando di 15 000 uomini appena reclutati; dopo avere passato l'inverno nei quartieri posti nelle Province Unite, Cristiano decise di dare il via alla campagna del 1623, penetrando nel circolo della Bassa Sassonia, tra i fiumi Weser e Elba. Una richiesta di aiuto a Ernst von Mansfeld, che aveva proficuamente collaborato con Cristiano l'anno precedente, ricevette risposta negativa, a causa della mancanza di fondi da parte di Mansfeld.
Le forze protestanti si trovarono quindi di fatto isolate, senza possibilità di ricevere rinforzi, in territorio nemico; in aggiunta, il comandante delle truppe avversarie, il conte di Tilly, aveva avuto notizia dei movimenti protestanti e stava marciando per intercettarne le forze, attraversando il confine sassone il 13 luglio. L'esercito protestante fu costretto a ritirarsi, attraversando i fiumi Weser e Ems, inseguito dalle forze cattoliche.

## Svolgimento della battaglia
Le truppe cattoliche, più disciplinate e meglio rifornite, guadagnarono terreno, costringendo Cristiano ad accettare battaglia presso Stadtlohn, in Vestfalia, a pochi chilometri dalla frontiera con le Province Unite. Le sue truppe, oltre ad essere svantaggiate per la minore esperienza, erano sopravanzate numericamente da quelle avversarie, che ammontavano a circa 25 000 uomini, contro i 15 000 protestanti; per aumentare le possibilità di successo, Cristiano decise di schierarsi sulla sommità di una collina, in una posizione prettamente difensiva.
Questa decisione non si rivelò tuttavia di grande aiuto: le forze cattoliche lanciarono una serie di violenti assalti, via via più intensi, riuscendo alla fine a provocare la rotta della cavalleria alle ali dell'esercito avversario; la fanteria protestante, vistasi isolata e minacciata di accerchiamento, tentò di ritirarsi a sua volta, ma fu bloccata da una palude che si stendeva dietro le posizioni. Le truppe cattoliche caricarono tra le truppe ormai sbandate, uccidendo almeno 6 000 soldati avversari e catturandone altri 4 000; tra le perdite protestanti figuravano 50 alti ufficiali e l'intero parco di artiglieria, mentre Cristiano di Brunswick riuscì a mettersi in salvo con circa 2 000 cavalieri.

## Conseguenze
La battaglia si rivelò presto decisiva: l'Elettore palatino, Federico V, fu costretto a riconoscere la sconfitta e a firmare una tregua con l'Imperatore Ferdinando II, mettendo fine alla fase boemo-palatina della guerra.
Il conflitto era tuttavia ben lontano dalla risoluzione, e si sarebbe riacceso nel 1625 con l'intervento della Danimarca a sostegno dei protestanti (vedi la fase danese della guerra dei trent'anni). La battaglia di Stadtlohn fu anche l'ultima combattuta da Cristiano di Brunswick: il suo tentativo di partecipare agli scontri del 1626 fu impedito dalla sua morte per malattia, il 16 giugno dello stesso anno, all'età di 26 anni.